# 決戦!乙女たちの戦場3〜電撃作戦!戦果はエースの名のもとに〜
『決戦!乙女たちの戦場3〜電撃作戦!戦果はエースの名のもとに〜』（けっせん おとめたちのせんじょう3 でんげきさくせん!せんかはエースのなのもとに）は、unicorn-a げーせん18より2012年5月25日に発売されたゲームソフト。

## 概要
現在とは違う歴史をたどった世界を舞台としたアダルトゲーム。
ゲームは、アドベンチャーパートと、好きなミッションを選んで遂行できるインターミッションパート、そして、シミュレーションパートの3つに分かれている。
なお、シミュレーションパートのマップには戦極姫シリーズのヒロインを配置できるものも存在している。

## あらすじ
第二次世界大戦から50年後、世界は『日本連邦共和国』と『ハウエル・キングダム』、『シュヴァルツヴァルト帝国』の三国に分かれ、緊張状態が続いていた。
そんな中、『日本連邦共和国』は適正さえあれば兵器を簡単に運用できるIOS(インターオペレートシステム)という兵器操縦システムを秘密裏に開発した。
『日本連邦共和国』の正規軍のコックだった冬月 祐一は、そのシステムの適性を認められ、戦闘部隊に配置されることとなった。

## 登場人物

### 主人公
冬月 祐一（ふゆつき ゆういち）
声 - ますおかゆうじ
本作の主人公である男。
元々は『日本連邦共和国』の正規軍の第四軍のコックだったが、IOSの適性が認められ、戦闘部隊に配属された。
優しい人物で、だれとでも仲良くなれる。

### 日本連邦共和国
津崎 晶（つざき あきら）
声 - 宮沢ゆあな
第四軍の新人。実力は高いがそれに甘えることなく鍛錬を続ける努力家。
綾瀬 夕子（あやせ ゆうこ）
声 - ヒマリ
第四軍の軍人で、IOS適応者。笑顔を絶やさない人物。
冬月 せつな（ふゆつき せつな）
声 - 倉田まりや
祐一の妹。人見知りだが、兄に対しては甘えてくる。当初は非戦闘員として配属されるはずだったがIOS適応者と判明し兄同様戦闘部隊に配属された。
鬼瓦 鉄二（おにがわら てつじ）
声 - 山本兼平
連邦軍最高司令官。
氷室 繭巳（ひむろ まゆみ）
声 - 香澄りょう
第四軍司令官を務める女性。戦闘能力は高くないが、皆をまとめるのが得意。
三毛・ユリア・アウデンリート（みけ-）
声 - 青葉りんご
IOSの開発者である女性科学者。マッドサイエンティストで研究を優先させる傾向にはあるが、人道を重んじる人物でもある。
ユニ・ケルケル
声 - 氷室百合
第四軍の軍人で、IOS適正者。
新堂 啓太（しんどう けいた）
声 - 風見トーリ
第四軍の軍人。コック時代の祐一と出会って以来仲良くなり、今では親友である。
女好きで猥談が多いため、ミスターエロのあだ名を持つ。
弘瀬 源志（ひろせ げんじ）
声 - 山本兼平
第四軍の軍医。国境なき医師団で活動していたこともあり、腕は確かだが、注射だけは下手。
白木 桃（しらき もも）
声 - 草柳順子
第四軍の衛生兵で、ナース服を着用している。病弱で、いつも点滴を身に着けている。
美胡桃 琉希（みくるみ るき）
声 - 神村ひな
第四軍の事務員だったが、戦闘員になった女性軍人。
藤堂 響（とうどう ひびき）
声 - 西山健介
第四軍に所属する軍人で、兵器マニア。
赤間 睦（あかま まこと）
声 - 杉原茉莉
第四軍の救護班に所属する軍人。優しい性格だが、怒ると怖い。
早乙女 莉緒（さおとめ りお）
声 - 草柳順子
第四軍に所属する軍人で、ユニの親友。ぽっちゃりした体格と、のんびりした性格が特徴。
ガンド
声 - でーさん
第四軍に所属する軍人。鬼軍曹と恐れられているが、面倒見は良い。女性に泣かれて以来、異性が苦手になった。
飛雲（フェイウェン）
声 - 古河徹人
第四軍に所属する武術家で、体術を教えている。過去の負傷から耳は聞こえないが、読唇術と気配の察知に長けているため、日常生活に問題はない。
九十九 桜子（つくも さくらこ）
声 - 狛乃ハルコ
第四軍に所属する整備士長。兵器会社の令嬢だが、整備にあこがれ、第四軍に入った。
ソフィア・グレヴィッチ
声 - 岩沢郁海

平坂 剛毅（ひらさか ごうき）
声 - 小次狼
第四軍の軍人で、祐一らの後輩にあたる。年不相応の威厳を醸し出すが、人間的で心優しい一面を持つ。
白澤（ハクタク）
声 - 狛乃ハルコ
第四軍の諜報員。かわいらしい見た目と年寄りじみた喋り方が特徴。
佐々野 ゆかり
声 - 藤森ゆき奈
第四軍の軍人で、黒衣の衣装を着た裏方の少女。
田上 富雄（たがみ とみお）
声 - どぶ六郎
第四軍の事務員で、かつては爆弾処理などを行う工作兵だった。

### ハウエル・キングダム
エドワード・ハウエル
声 - 或振奴緋一紅九
ハウエル・キングダム国王。
フェリシア・ハウエル
声 - 新堂真弓
ハウエル・キングダム王女。父である国王に可愛がられて育ってきたが、しっかりとした人物であり、外の世界に興味を抱いている。
ジェラルド・バスティン
声 - 梶川翔平
王国軍親衛隊長を務める男性。まじめだが、動物好きな一面も。
ノエル・ブラウン
声 - 東かりん
王国軍親衛副隊長を務める女性。
葵=ジェシカ・チェインバーゼ
声 - 早瀬やよい
王国のメイドにして軍人。祖母は日本連邦共和国の人物。祖母から言われた縁の下の力持ちという言葉を誤解し、怪力をもって物をしたから持ち上げようとすることがある。
レイチェル・スタンリー
声 - 水純なな歩
王国の軍人。
ルシファー
声 - 榛名れん
レイチェルの執事である少年。
シルヴィア・オルドリッジ
声 - 杉原茉莉
王国の軍人。男らしさにあこがれているため、女性的なシルヴィアという名前に悩んでいる。
ブリッツ・オイゲン
声 - 真木将人
王国の清掃員で、いきなり現れてはいきなり去ってしまう。

### シュヴァルツヴァルト帝国
フーゴ・デーレンダール
声 - 真木将人
シュヴァルツヴァルト帝国の支配者で、自らの欲望のためなら他人を利用したり殺したりすることを厭わない人物。
ルイン・クルーエル
声 - 猪鹿ちよ
帝国の幹部である美少女。サディスティックな享楽主義者でもあり、非人道的なこともいとわない。
E.A
声 - 榛名れん
ルインの部下である女性軍人。戦闘狂であり、興奮して笑いながら戦闘に出ることも多い。
ファイーナ・セル
声 - 御苑生メイ
ルインの部下である女性軍人。他の軍人同様命を軽んずるが、自らが認めた者に対しては狂おしいまでに一途。
スプラウト
声 - どぶ六郎
帝国の技術者。コンピューターに長けているが、要注意人物として見なされているため、あまり人と接することがない。また、太陽の光を浴びるとひからびるため、なかなか外に出ない。
ドミトリ・セマク
声 - はかせ
帝国の特務査察官。人間をデータ化してランク付けしており、ルインといった高ランクに人間に対しては敬意を払うが、低ランク人間に対しては無下に扱う。ティータイムにこだわりがある。
ベロニカ
声 - 岩沢郁海

エリッサ・エールリッヒ
声 - 水無瀬有紗
帝国の兵士で、帝国の軍人にしては珍しく残虐な性格ではない。だが、逆に彼女はその平凡さについて悩んでおり、気を落ち着けるためにぷちぷちさん（気泡緩衝材）を持ち歩いている。

### その他
謎の少女
声 - 秋野花
正体不明の少女。IOS適正者ではないが、兵器の扱いがうまい。
ヘルシング・アヴァロン
声 - 越田直樹
中二病じみた言動が特徴の傭兵。
ユーリ・ダンディ
声 - ますおかゆうじ
シュヴァルツヴァルト帝国によって人造人間にされた元軍人である男性。
ミゲル・ゲッター
声 - 山本兼平
筋骨隆々の元戦車乗り。
ネロ・シートン
声 - アドベンチャー宮脇
多くのところから命を狙われる超天才児。
アルテミシア・ヴォルチョフ
声 - 秋野花
ヴォルチョフ海賊団船長。照れるあまり暴言を吐いては落ち込むことが多いが、船員にサポートされている。
アイザック・ブルガーコフ
声 - 梶川翔平
ヴォルチョフ海賊団の船員の代表者で、船員たちからは親分として慕われている。海の上ではしっかりしているが、陸の上では無能な男性。
ロナウド・モンタレス
声 - 西山健介
傭兵。自らの筋肉に自信があり、なかなか上着を着ようとしないことを除けば、好人物。
マルコ
声 - 友野康晴
記憶喪失状態で保護された少年。IOS適性者ではないが、兵器の扱いがうまい。なお、マルコという名前は彼をかわいがり出した啓太によってつけられた仮の名前である。
リ・シャオエン
声 - 桜川未央
第四軍が救った町を代表して礼を言いに来た少女。目立ちたがり屋で計算高い。
DJ・10-JIN
声 - 来栖川勇
DJとして人気の高い黒人男性で、『DJ・10-JINのThe Fourth Station』という番組を持っている。

## 用語
IOS(インターオペレートシステム)